# Смелли, Уильям (энциклопедист)
Уи́льям Сме́лли (Сма́йли; англ. William Smellie /ˈsmaɪli/; 1740, Эдинбург, Шотландия, Великобритания — 24 июня 1795, там же) — шотландский историк, энциклопедист, составитель и главный редактор первого издания «Британской энциклопедии» (1768—1771).

## Биография
Родился в семье каменщика. Учился в приходской церкви, эдинбургской Королевской средней школе. В возрасте 12 лет стал учеником печатника. Посещал лекции в Эдинбургском университете.
В 1760-х годах стал владельцем типографии на Энкор-Клоуз (англ. Anchor Close) в районе эдинбургской Королевской Мили. В 1768—1771 годах опубликовал первое издание «Британской энциклопедии», составленной по заказу книготорговца Колина Макфаркара и гравировщика Эндрю Белла. В 1787 году издал собрание стихотворений своего друга Роберта Бёрнса. Публиковал произведения других известных современников — поэта Роберта Фергюссона (1750—1774), историка Уильяма Робертсона (1721—1793), экономиста Адама Смита (1723—1790).
В 1779 году издал двухтомную «Философию естествознания» (англ. Philosophy of Natural History). В 1780 году основал Общество антикваров Шотландии (англ. Society of Antiquaries of Scotland). С 1781 года — директор Эдинбургского музея естественной истории (англ. Edinburgh Museum of Natural History). Собрал материал для первого «Статистического отчёта о Шотландии» (англ. Statistical Account of Scotland), впоследствии изданного шотландским экономистом Джоном Синклером (1754—1835).